# RASPBERRY DREAM
「RASPBERRY DREAM」（ラズベリー・ドリーム）は、日本のバンド・レベッカの5枚目のシングル。1986年5月2日にCBSソニー/FITZBEATから発売された。

## 解説
- 前作「フレンズ」に引き続きオリコンTOP10入りをしヒットしたシングルであり、「フレンズ」に次ぐ売り上げとなった。
- PVではNOKKO自身が幼少期に習っていたバレエを多少披露している。また、PV本編の最後に流れてくる英語の文字は「RASPBERRY DREAM」の歌詞を英語に訳したものである。
- PVは静岡県浜松市の中田島砂丘で撮影された
- 両曲ともに同年に発売されたオリジナル・アルバム『TIME』には収録されず、翌年にリリースされたリミックス・ベストアルバム『REMIX REBECCA』にてリミックスを施したバージョンで初収録となった。
- 2002年にリミックスが施された「Raspberry Dream/Tatoo Girl」がリリースされた。これは1999年発売の『Complete Edition』に収録された「Raspberry Dream(remix edition)」のシングルカットとなる。

## 収録曲

### RASPBERRY DREAM
1. RASPBERRY DREAM
作詞：NOKKO、作曲：土橋安騎夫、編曲：レベッカ
  - ライオン「ページワン洗顔フォーム」CMソング[注 1]。
2. Motor Drive
作詞：NOKKO、作曲：土橋安騎夫、編曲：レベッカ

### Raspberry Dream/Tatoo Girl
1. Raspberry Dream(remixed edition)
作詞：NOKKO、作曲：土橋安騎夫、編曲：レベッカ
2. Tattoo Girl
作詞：NOKKO、作曲：木暮武彦、編曲：レベッカ
  - 2ndアルバム『Nothing To Lose』に収録されなかった未発表曲である。

## 参加ミュージシャン
REBECCA
- NOKKO : Vocal
- Akio Dobashi : Synthesizers
- Noriyuki Takahashi : E.Bass
- Yutaka Odawara : Drums
- Morio Koga : E.Guitar

Additional Musician
- E.Guitar : Kouichi Korenaga (helf-tone)
- Percussion : Obao Nakazima
- Trumpet : Gyo Tada
- Trumpet : Tatsuya Shimoyanagi
- Tenor Sax : Takahiro Kaneko
- Trombones : Yoichi Murata

## カバーしたアーティスト
| アーティスト                      | 収録作品                                                   | 発売日                    | 備考                                                                          |
| RASPBERRY DREAM                   | RASPBERRY DREAM                                            | RASPBERRY DREAM           | RASPBERRY DREAM                                                               |
| --------------------------------- | ---------------------------------------------------------- | ------------------------- | ----------------------------------------------------------------------------- |
| Springs                           | 後述                                                       |                           |                                                                               |
| Ai+BAND                           | 後述                                                       |                           |                                                                               |
| デーモン閣下                      | GIRLS' ROCK                                                | 魔暦9年（2007年1月24日    |                                                                               |
| そらの少女TAI♪ featuring 福原香織 | 後述                                                       |                           |                                                                               |
| 聖飢魔II                          | TRIBUTE TO JAPAN - THE BENEFIT BLACK MASS 2 DAYS, D.C.13 - | 魔暦14年（2012年）6月20日 | 2011年に行われた復活ライブ『TRIBUTE TO JAPAN』にて、NOKKOの共演としてカバー。 |
| NOKKO                             | NOKKO sings REBECCA tunes 2015                             | 2015年10月28日            | セルフカバー。                                                                |

## Springsによるカバー
伊藤彩華、平野綾、吉田有希による音楽ユニットSpringsの3枚目のシングル。2003年3月26日に東芝EMIから発売された。

### 収録曲
1. Raspberry Dream [4:34]
作詞：NOKKO、作曲：土橋安騎夫、編曲：荒木陽太郎・enzo
  - フジテレビ系「深夜戦隊ガリンペロ」エンディングテーマ
2. Raspberry Dream (オリジナル カラオケ)

## Ai+BANDによるカバー
日本のバンドであるAi+BANDの4枚目のシングル。2003年3月26日にワーナーミュージック・ジャパンから発売され、プロデューサーに土橋安騎夫が担当した。

### 収録曲
1. RASPBERRY DREAM
作詞：NOKKO、作曲：土橋安騎夫
2. RASPBERRY DREAM (INSTRUMENTAL)

## そらの少女TAI♪ featuring 福原香織によるカバー
テレビアニメ『そらのおとしものf』から派生した声優ユニットであるそらの少女TAI♪のメンバーのひとり福原香織のシングル。2010年10月6日に日本コロムビアから、配信限定シングルとして発売された。
1. RASPBERRY DREAM [4:42]
作詞：NOKKO、作曲：土橋安騎夫、編曲：佐藤ノリチカ

### ユニットメンバー
1. 1 2 3 4  野水伊織、福原香織、美名、大亀あすか